# Терапия виртуальной реальности
Терапия виртуальной реальности — это процесс, способный психологически влиять на индивидуума посредством преднамеренного погружения в виртуальный мир. Пациенты, проходящие данную терапию, выполняют ряд специально разработанных заданий для лечения конкретного заболевания. Используется для улучшения состояния при ПТСР, а также инсульте, аутизме, зависимостях и других дисфункциях.

## Описание
Терапия виртуальной реальности использует специально запрограммированные компьютеры, приборы визуального погружения и искусственно созданную среду, чтобы предоставить пациенту имитированный опыт, который можно использовать для диагностики и лечения психических состояний. Программа предоставляет возможность преодолеть фобии и минимизировать чувство боли, используя определенные рычаги воздействия, адаптированные под каждого пациента.

## История
В начале девяностых годов XX века ученые начали осваивать технологии виртуальной реальности (ВР) в медицине. Медицинские программы ВР включали хирургические симуляторы и приложения для реабилитации. Одним из таких первых симуляторов, разработанный еще в 1991 году, была система хирургии Green Telepresence, которая состояла из двух частей: рабочей станции для хирургов и периферийной площадки. Используя такие симуляторы виртуальной реальности, врачи могли практиковаться с помощью скальпеля и зажимов, но на воображаемом теле. Это был огромный шаг вперед в области медицинского образования и наращивания потенциала хирургов.

## Последствия
При использовании системы ВР может возникнуть феномен, известный как симуляционная болезнь, часто встречающаяся у пилотов. Симптомы схожи с укачиванием, но имеют тенденцию быть менее серьезными и имеют более низкую частоту возникновения.
Никаких побочных эффектов не было обнаружено в исследованиях с использованием ВР. Опыт с участием 20 пациентов с психическими расстройствами, у которых был диагностирован первый приступ психоза, с паранойей средней тяжести, продемонстрировал, что терапия не приводит к увеличению тревоги или физическим жалобам сразу после экспериментов.

## Критика
Большинство исследований последнего десятилетия показали, что виртуальная реальность эффективна, проста в использовании, безопасна и способствует высокой удовлетворенности пациентов. Анализы различались с точки зрения качества, но не было обнаружено никакой связи между характером исследования и ключевыми результатами. В большинстве случаев пациенты считали, что опыт ВР была захватывающей и приятной, и лишь немногие пациенты были подавлены из-за побочных эффектов.

## Роль в обществе
За последние несколько десятилетий терапия виртуальной реальности (ВР) стала действенным решением для широкого ряда психических расстройств. В 1990-м Барбара Ротбаум провела первое исследование в области психиатрии, чтобы исследовать эффективность ВР, сосредотачиваясь на лечении акрофобии у студентов колледжа, и обнаружила, что ВР успешно уменьшила их боязнь высоты. Ранние опыты подтвердили результативность воздействия ВР-терапии на целый спектр заболеваний. Терапия показала преимущества для пациентов с определенной фобией или посттравматическим стрессовым расстройством (ПТСР) за счет исчезновения травматических переживаний посредством их повторяющихся воздействий, а также за счет прекращения боли, когда пациент отвлекается от болезненного состояния. Широкий охват виртуальной реальности позволил использовать её для оценки и реабилитации людей с шизофренией и аутизмом посредством улучшения их социальной активности.

## Роль в массовой культуре
Кардиффский университет и Совет по здравоохранению Университета Кардиффа и Вейла (CVUHB) провели исследование с 42 ветеранами войны, используя виртуальную реальность в борьбе с ПТСР. Было выявлено, что две трети пациентов улучшили свои симптомы на 37 %.